# Dicellandra barteri
Dicellandra barteri är en tvåhjärtbladig växtart som beskrevs av Joseph Dalton Hooker. Dicellandra barteri ingår i släktet Dicellandra och familjen Melastomataceae.

## Underarter
Arten delas in i följande underarter:
- D. b. erecta
- D. b. escherichii
- D. b. magnifica